# Am Palais 2 (Weimar)

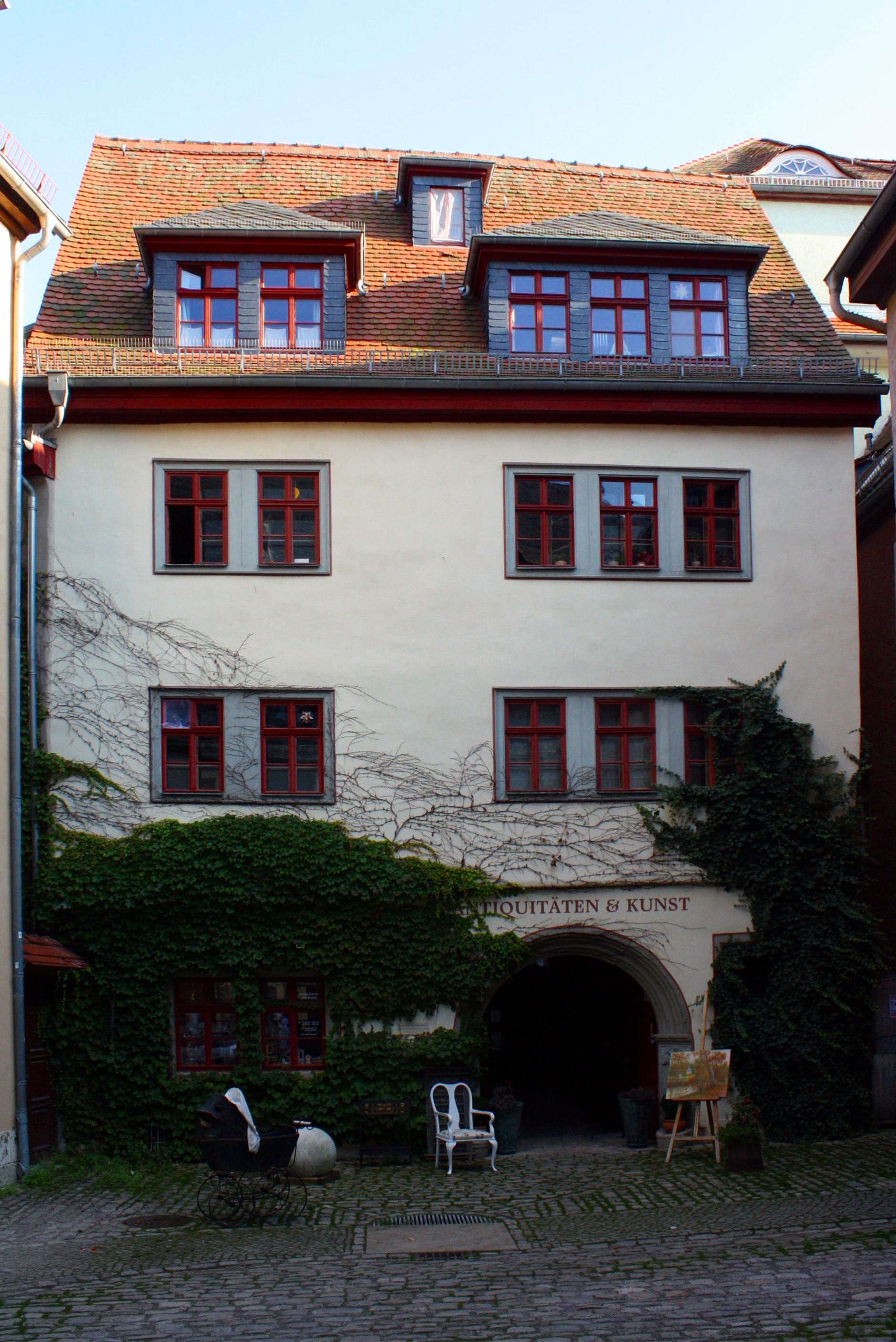
Weimar, Haus Am Palais 2

Das mehrgeschossige verputzte Wohnhaus Am Palais in Weimar befindet sich in der Altstadt. Es hat einen rundbogigen Durchgang mit Sitznischenportal, wo sich ein Antiquitäten- und Kunstgeschäft (wie auf der Aufschrift über dem Bogen des Durchgangs zu lesen war) beziehungsweise eine Goldschmiedewerkstatt befindet (wie zu lesen ist), der neben dem Wittumspalais von der Geleitstraße über den benachbarten Innenhof des Wittumspalais zur Schillerstraße fast bis an den Theaterplatz führt. Im Durchgangs- und Durchfahrtbereich ist wiederum besagte Goldschmiede. 
Das zweigeschossige Wohnhaus, genutzt als Ferienwohnhaus, mit dem Mansardendach steht auf der Liste der Kulturdenkmale in Weimar (Einzeldenkmale). Das Gebäude ist aus der Spätrenaissance zuzurechnen. Das Baumaterial ist Muschelkalk bzw. Travertin, wie es bei Weimars Altbausubstand die Regel ist. Die Fensterbänke sind Sandstein.